# Kanton Arles-Est
Kanton Arles-Est is een voormalig kanton van het Franse departement Bouches-du-Rhône. Het kanton maakte deel uit van het arrondissement Arles. Het werd opgeheven bij decreet van 27 februari 2014, met uitwerking op 22 maart 2015

## Gemeenten
Het kanton Arles-Est omvatte de volgende gemeenten:
- Arles (deels, hoofdplaats)
- Fontvieille
- Saint-Martin-de-Crau

### Arles
Van Arles behoorden de volgende wijken tot dit kanton:
- Centre historique (oostelijk deel)
- Griffeuille
- Les Alyscamps
- Monplaisir
- Trébon
- Pont-de-Crau
- Mas-Thibert
- Moulès
- Raphèle-lès-Arles